# وزارت فرهنگ (ایران)
وزارت فرهنگ یکی از وزارت‌خانه‌ها در دولت ایران تا سال ۱۳۴۳ خورشیدی بود که در این سال به دو وزارت‌خانه «آموزش و پرورش» و «فرهنگ و هنر» تقسیم شد.

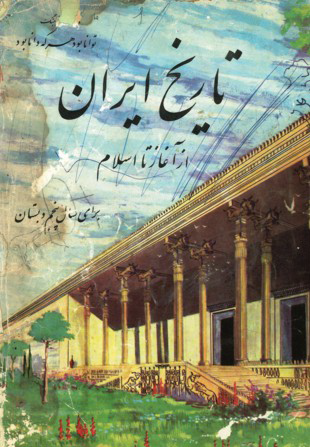
کتاب درسی تاریخ ایران باستان، چاپ وزارت فرهنگ در ۱۳۴۳/ ۱۹۶۴م

## وزیران
| دوره وزارت                     | نام وزیر                   | دوره نخست‌وزیری       |
| ------------------------------ | -------------------------- | -------------------- |
| ۳ آبان ۱۳۱۸–۵ تیر ۱۳۱۹         | اسماعیل مرآت               | احمد متین‌دفتری       |
| ۵ تیر ۱۳۱۹–۴ شهریور ۱۳۲۰       | اسماعیل مرآت               | علی منصور            |
| ۵ شهریور ۱۳۲۰–۱۸ شهریور ۱۳۲۰   | اسماعیل مرآت               | محمدعلی فروغی        |
| ۵ شهریور ۱۳۲۰–۱۸ شهریور ۱۳۲۰   | عیسی صدیق                  | محمدعلی فروغی        |
| ۵ شهریور ۱۳۲۰–۱۸ شهریور ۱۳۲۰   | سید محمد تدین              | محمدعلی فروغی        |
| ۵ شهریور ۱۳۲۰–۱۸ شهریور ۱۳۲۰   | مصطفی عدل                  | محمدعلی فروغی        |
| ۱۸ شهریور ۱۳۲۰–۱۵ مرداد ۱۳۲۱   | مصطفی عدل                  | علی سهیلی            |
| ۱۸ مرداد ۱۳۲۱–۲۵ بهمن ۱۳۲۱     | علی‌اکبر سیاسی              | احمد قوام            |
| ۲۸ بهمن ۱۳۲۱–۷ فرودین ۱۳۲۳     | علی‌اکبر سیاسی              | علی سهیلی            |
| ۸ فروردین ۱۳۲۳–۲ آذر ۱۳۲۳      | سرلشکر علی ریاضی           | محمد ساعد            |
| ۸ فروردین ۱۳۲۳–۲ آذر ۱۳۲۳      | قاسم غنی                   | محمد ساعد            |
| ۸ فروردین ۱۳۲۳–۲ آذر ۱۳۲۳      | سید باقر کاظمی             | محمد ساعد            |
| ۴ آذر ۱۳۲۳–۱۲ اردیبهشت ۱۳۲۴    | عیسی صدیق                  | مرتضی‌قلی بیات        |
| ۲۲ اردیبهشت ۱۳۲۴–۲۳ خرداد ۱۳۲۴ | غلام‌حسین رهنما             | ابراهیم حکیمی        |
| ۲۲ خرداد ۱۳۲۴–۲۲ مهر ۱۳۲۴      | غلام‌حسین رهنما             | محسن صدر             |
| ۷ آبان ۱۳۲۴–۳۰ دی ۱۳۲۴         | غلام‌حسین رهنما             | ابراهیم حکیمی        |
| ۳ بهمن ۱۳۲۴–۵ دی ۱۳۲۶          | محمدتقی بهار               | احمد قوام            |
| ۳ بهمن ۱۳۲۴–۵ دی ۱۳۲۶          | فریدون کشاورز              | احمد قوام            |
| ۳ بهمن ۱۳۲۴–۵ دی ۱۳۲۶          | علی شایگان                 | احمد قوام            |
| ۳ بهمن ۱۳۲۴–۵ دی ۱۳۲۶          | عیسی صدیق                  | احمد قوام            |
| ۶ دی ۱۳۲۶–۲۵ خرداد ۱۳۲۷        | علی‌اکبر سیاسی              | ابراهیم حکیمی        |
| ۲۷ خرداد ۱۳۲۷–۲۵ آبان ۱۳۲۷     | دکتر منوچهر اقبال          | عبدالحسین هژیر       |
| ۱۷ آذر ۱۳۲۷–۲ فروردین ۱۳۲۹     | محمد سجادی                 | محمد ساعد            |
| ۱۷ آذر ۱۳۲۷–۲ فروردین ۱۳۲۹     | عبدالحمید زنگنه            | محمد ساعد            |
| ۱۴ فروردین ۱۳۲۹–۶ تیر ۱۳۲۹     | مسعود کیهان                | علی منصور            |
| ۶ تیر ۱۳۲۹–۲۹ اسفند ۱۳۲۹       | شمس‌الدین جزایری            | سرلشکر حاج‌علی رزم‌آرا |
| ۶ تیر ۱۳۲۹–۲۹ اسفند ۱۳۲۹       | عبدالحمید زنگنه            | سرلشکر حاج‌علی رزم‌آرا |
| ۲۹ اسفند ۱۳۲۹–۱۲ اردیبهشت ۱۳۳۰ | حبیب‌الله آموزگار           | حسین علا             |
| ۱۲ اردیبهشت ۱۳۳۰–۲۸ تیر ۱۳۳۱   | کریم سنجابی                | محمد مصدق            |
| ۱۲ اردیبهشت ۱۳۳۰–۲۸ تیر ۱۳۳۱   | محمود حسابی                | محمد مصدق            |
| ۲۸ تیر ۱۳۳۱–۳۱ تیر ۱۳۳۱        | این دولت به مجلس معرفی نشد | احمد قوام            |
| ۳۱ تیر ۱۳۳۱–۲۸ مرداد ۱۳۳۲      | مهدی آذر                   | محمد مصدق            |
| ۲۸ مرداد ۱۳۳۲–۲۸ اسفند ۱۳۳۳    | محمد مهران (قبول نکرد      | فضل‌الله زاهدی        |
| ۲۸ مرداد ۱۳۳۲–۲۸ اسفند ۱۳۳۳    | رضا جعفری                  | فضل‌الله زاهدی        |
| ۱ فروردین ۱۳۳۴–۱۲ فروردین ۱۳۳۶ | محمود مهران                | حسین علا             |
| ۱۴ فروردین ۱۳۳۶–۶ شهریور ۱۳۳۹  | محمود مهران                | منوچهر اقبال         |
| ۹ شهریور ۱۳۳۹–۱۵ اردیبهشت ۱۳۴۰ | محمد مهران                 | جعفر شریف‌امامی       |
| ۹ شهریور ۱۳۳۹–۱۵ اردیبهشت ۱۳۴۰ | عیسی صدیق                  | جعفر شریف‌امامی       |
| ۹ شهریور ۱۳۳۹–۱۵ اردیبهشت ۱۳۴۰ | دکتر جهانشاه صالح          | جعفر شریف‌امامی       |
| ۱۶ اردیبهشت ۱۳۴۰–۲۹ تیر ۱۳۴۱   | محمد درخشش                 | علی امینی            |
| ۳۰ تیر ۱۳۴۱–۱۸ اسفند ۱۳۴۲      | پرویز ناتل خانلری          | اسدالله علم          |